# Шахта (серіал, 2010)
«Ша́хта» — російський драматичний мінісеріал з елементами фантастики, знятий компанією «Dixi-TV» на замовлення телеканалу «Первый канал». В Україні мінісеріал транслював телеканал «Україна» щонеділі о 18-й годині з листопада 2010 по березень 2011 року.

## Сюжет
Дія серіалу розгортається в маленькому шахтарському містечку Каменську, що на Уралі. У радянські часи, через видобування урану, воно було «закрите», а нині — відкрите для всіх охочих. Та попри це, крім місцевих сюди ніхто не приїздить.
Головний герой Олексій Журавльов повертається зі служби за контрактом у частинах спеціального призначення. Саме в день його повернення на шахті стається аварія, яка призводить до загадкових природних катаклізмів. Військові ізолюють місто від зовнішнього світу в т. зв. карантинну зону, де відсутні телебачення, телефонний зв'язок та інтернет. Люди вимушені виживати, розраховуючи лише на себе.

## У ролях
| Актор                 | Роль                                         |
| --------------------- | -------------------------------------------- |
| Ілля Носков           | Олексій Журавльов                            |
| Олександр Доронін     | майор МВС Антон Купріянов                    |
| Дмитро Єрмак          | брат Олексія Сергій Журавльов                |
| Олена Морозова        | майор Ольга Зоріна                           |
| Сергій Петров         | науковець Петро Доронін                      |
| Геннадій Семенов      | батько Олексія та Сергія Михайло Журавльов   |
| Дмитро Тітов          | генерал Петров                               |
| Владислав Котлярський | капітан Бєлов                                |
| Євген Самарін         | МНСник Ігор Корнєєв                          |
| Ніна Гогаєва          | подруга Олексія та Сергія Катерина Соловйова |

## Список епізодів
| № | Назва                | Режисер                     | Сценарист                         | Дата трансляції на каналі «Україна» |
| --- | -------------------- | --------------------------- | --------------------------------- | ----------------------------------- |
| 1 | «Повернення»         | С. Лєсогоров, В. Виноградов | І. Куліков, Є. Нікішов            | 28 листопада 2010                   |
| Олексій Журавльов, якого вважали безвісти зниклим, повертається до рідного міста Каменська. Цього ж дня пізно ввечері на шахті стається аварія, що призводить до землетрусу. Один з районів міста охоплює пожежа — на ліквідацію наслідків кинуті всі екстрені служби. Для з'ясування ситуації на шахту прибуває майор Ольга Зоріна. Цієї ж миті, в іншій частині міста, група людей, серед яких брат Олексія Сергій, викрадає вченого Петра Дороніна. Наступного дня, на якусь мить, небо затягує сірими хмарами. |                      |                             |                                   |                                     |
| 2 | «Туман»              | С. Лєсогоров, В. Виноградов | В. Внуков, І. Куліков, Є. Нікішов | 5 грудня 2010                       |
| Майор МВС Антон Купріянов повідомляє жителів міста про надгустий туман. Група МНСників не знаходить тіла Дениса на місці ДТП, у яке він потрапив минулої ночі із сестрою Олексія Оленою. Сам Журавльов разом із майором Зоріною намагається з'ясувати причини відсутності телефонного зв'язку та погодної аномалії. У лікарні один із поранених шахтарів розповідає Купріянову про напад на шахту з боку закинутої штольні. Там він, разом з Олексієм, знаходить пораненого диверсанта. Пізно вночі викрадачі Дороніна відправляються на зустріч із замовником. На мосту вони раптово натрапляють на військових. У ході сутички один із друзів Сергія гине, інший — дістає поранення. |                      |                             |                                   |                                     |
| 3 | «У кільці»           | С. Лєсогоров, В. Виноградов | В. Внуков, І. Куліков, Є. Нікішов | 12 грудня 2010                      |
| Військові закривають місто «на карантин». Знайдений раніше диверсант розповідає Купріянову про напад на шахту. Син Дороніна заявляє в міліцію про викрадення батька. Зоріна дізнається про справжні наміри нападу на шахту. Головний лікар марно намагається вмовити військових пропустити тяжко хворих до обласної лікарні. Сергій вимушено вбиває раненого друга та разом із Дороніним відправляється на квартиру до своєї подруги Катерини Соловйової. Журавльов, Купріянов та Зоріна намагаються знайти Дороніна. Військові починають заходити в місто. |                      |                             |                                   |                                     |
| 4 | «Колона»             | С. Лєсогоров, В. Виноградов | В. Внуков, І. Куліков, Є. Нікішов | 19 грудня 2010                      |
| Військові просуваються вглиб міста — будь-які спроби до них наблизитися закінчуються стрільбою. Частина з них прямує в бік шахти. Спроба Купріянова вивідати інформацію закінчується трагедією. Біля шахти Зоріна зустрічається зі своїм начальником генералом Петровим. Тим часом Журавльов і Купріянов нападають на військових. Доронін намагається втекти з полону. |                      |                             |                                   |                                     |
| 5 | «Залога»             | С. Лєсогоров, В. Виноградов | В. Внуков, І. Куліков, Є. Нікішов | 26 грудня 2010                      |
| Доронін знову опиняється в полоні. Журавльов зустрічається з генералом Петровим для переговорів. Зоріна не вірить у добрі наміри генерала і відправляє до них підкріплення. Сама вона спускається до щойно розблокованої шахти. Капітан Бєлов прибуває на поміч Журавльову — військові виходять із міста. У Каменську починається масове занедужання. |                      |                             |                                   |                                     |
| 6 | «Повітра»            | С. Лєсогоров, В. Виноградов | В. Внуков, І. Куліков, Є. Нікішов | 2 січня 2011                        |
| У Каменську повітра невідомого вірусу — люди все частіше прибувають до лікарні. У зв'язку із цим у місті з'являється банда мародерів. Головний лікар припускає, що вірус занесли військові, та Зоріна це заперечує. Захворіла Олена розповідає братові, що бачила Дениса, однак Олексій уважає це маренням. Хворі починають умирати. Купріянов намагається нейтралізувати банду мародерів. Денис потайки приносить ліки проти вірусу — люди починають одужувати. На місто насувається буревій. |                      |                             |                                   |                                     |
| 7 | «Буревій»            | С. Лєсогоров, В. Виноградов | В. Внуков, І. Куліков, Є. Нікішов | 9 січня 2011                        |
| Місцевий погодознавець попереджає про небезпеку буревію. На Сергія виходить замовник викрадення Дороніна Брагін. Екстрені служби займаються евакуацією частини населення. Зоріна спускається на розблокований об'єкт. Найманці погрожують убити вчених, якщо вона не виконає їхні умови. Зоріна залучає Журавльова до операції зі звільнення полонених. Буревій ущухає. Сергій передає Дороніна Брагіну. |                      |                             |                                   |                                     |
| 8 | «Кімната номер нуль» | С. Лєсогоров, В. Виноградов | В. Внуков, І. Куліков, Є. Нікішов | 16 січня 2011                       |
| Військові без успіху атакують шахту з повітря. Зоріна вимушено розповідає іншим про об'єкт — усі погодні аномалії в місті відбуваються через його несправність. Дороніна оголошують у розшук. Зоріна і Бєлов спускаються на об'єкт, щоб перевірити кімнату номер «нуль». Олексій дізнається про долю Дороніна. |                      |                             |                                   |                                     |
| 9 | «Зрадник»            | С. Лєсогоров, В. Виноградов | В. Внуков, І. Куліков, Є. Нікішов | 23 січня 2011                       |
| Брати Журавльови не знаходять Дороніна на місці аварії. Генерал Петров попереджає Купріянова про зраду Зоріної. Міліція розшукує Брагіна. Підозрюючи Зоріну в причетності до викрадення вченого, Журавльов пропонує Купріянову обманом змусити її зв'язатися з Брагіним. Тим часом сам Брагін, разом із Дороніним, відправляється на машині в невідомому напрямку — їх починає переслідувати міліція. Звільнивши Дороніна Купріянов і Журавльов ховають його від Зоріної. |                      |                             |                                   |                                     |
| 10 | «Щури»               | С. Лєсогоров, В. Виноградов | В. Внуков, І. Куліков, Є. Нікішов | 30 січня 2011                       |
| Група військових вибірково забирає жителів міста із собою за обступ — серед них опиняється подруга Журавльових Катерина. МНСник Ігор Корнєєв розповідає про знайдені на місці викрадення аркуші паперу із цифрами. Купріянов намагається заарештувати Зоріну. У ході розмови з'ясовується, що зрадником є капітан Бєлов. У лісі виявляють невідомий бункер. |                      |                             |                                   |                                     |
| 11 | «Утеча»              | С. Лєсогоров, В. Виноградов | В. Внуков, І. Куліков, Є. Нікішов | 6 лютого 2011                       |
| Знайдені Корнєєвим аркуші із цифрами виявляються кодом доступу до бункера — там коробки з провізією та ліками, а також компакт-диск з інформацією. За офіційними даними місто Каменськ уважають зруйнованим через вибух експериментального ядерного реактора, викликаний сильним землетрусом. Антон, Олексій та ще кілька людей вириваються з облоги, щоб розповісти світові «правду». Діставшись військового містечка Купріянов із групою продовжує шлях до райцентру, а брати Журавльови лишаються, щоб урятувати Катерину. |                      |                             |                                   |                                     |
| 12 | «За периметром»      | С. Лєсогоров, В. Виноградов | В. Внуков, І. Куліков, Є. Нікішов | 13 лютого 2011                      |
| Купріянов і група прибувають до райцентру. На території військового містечка оголошують тривогу. Купріянов намагається знайти прихисток, тоді як військові виходять на його групу. Журавльови влаштовують диверсію і рятують Катерину. Генерал Петров наказує вбити групу Купріянова й самого Антона. Олексія, Сергія та Катерину схоплюють і відвозять у невідомому напрямку, де на них чекає їхній батько Михайло Журавльов. |                      |                             |                                   |                                     |
| 13 | «Запропалі»          | С. Лєсогоров, В. Виноградов | В. Внуков, І. Куліков, Є. Нікішов | 20 лютого 2011                      |
| Батько розповідає, що під час нападу на шахту, змушений був покинути місто, щоб вивезти документацію про об'єкт. Ранений він доїхав до райцентру, де його помістили в шпиталь — там він зустрів Дениса. Після одужання йому розповіли про Каменськ, і що з ним сталося — місто зникло, лишивши по собі величезний кратер. Вище керівництво вирішило утворити довкола дослідницьку зону, призначивши командувачем тепер уже генерал-майора Журавльова. Через три роки безрезультатних досліджень на місці кратера знову опинилося місто. У зв'язку із цим на підмогу Журавльову відправили генерала Петрова. Усе, що відбувалося в місті за останні два тижні стало результатом конфлікту між генералами. Зрештою Петров здобув прихильність вищого керівництва та «зелене світло» щодо своїх дій — Журавльов лишався командувачем зони, та вже не смів утручатися в справи Петрова. У кінці він повідомляє синам, що зможе їх вивезти з міста. |                      |                             |                                   |                                     |
| 14 | «Шлях до порятунку»  | С. Лєсогоров, В. Виноградов | В. Внуков, І. Куліков, Є. Нікішов | 27 лютого 2011                      |
| Брати Журавльови та Катерина повертаються до Каменська. Вони розповідають рідним і близьким про план батька. Військові розгортають на околиці міста штаб для надання допомоги жителям міста. Зоріна дізнається, що Петров готує масштабну операцію. Олексій розповідає Зоріній і Дороніну про заплановану втечу — їхню розмову підслуховують. Петрову стає відомо про зраду генерала Журавльова. Зоріна допомагає втікачам повернутися назад у місто. |                      |                             |                                   |                                     |
| 15 | «Варіант „Омега“»    | С. Лєсогоров, В. Виноградов | В. Внуков, І. Куліков, Є. Нікішов | 6 березня 2011                      |
| Михайло Журавльов розповідає про те, що сталося три роки тому. Зоріна дізнається про варіант «Омега». Вона планує використати об'єкт проти військових, щоб вирватися з міста. Журавльови сповіщають жителів Каменська про майбутню небезпеку. Доронін марно намагається переконати Зоріну не застосовувати зброю — об'єкт знищує військове містечко. Ольга та Олексій дізнаються про варіант «Омега-2». Журавльови ховаються на об'єкті. Доронін пропонує знищити ядро об'єкта, щоб уникнути майбутніх аномалій. Під час встановлення вибухівки ядерна ракета влучає в Каменськ. Олексій, що перебував у кімнаті з ядром, повертається в часі в мить аварії на шахті. |                      |                             |                                   |                                     |
| 16 | «Початок»            | С. Лєсогоров, В. Виноградов | В. Внуков, І. Куліков, Є. Нікішов | 13 березня 2011                     |
| Олексій намагається виправити ситуацію в минулому, щоб уникнути жахливого майбутнього. Він знаходить Дороніна і розповідає йому про те, що сталося. Доронін повідомляє Зоріній про атаку на шахту з боку закинутої штольні, та не встигає попередити про капітана Бєлова. У ході сутички Зоріна єдина з групи залишається живою — її переслідують найманці. Олексій та охорона шахти рятують Зоріну та нейтралізують бойовиків. Доронін не встигає полагодити об'єкт і Журавльов повертається до попереднього плану — підірвати ядро. |                      |                             |                                   |                                     |